# Carolus Clusius
Carolus Clusius o Charles de L'Écluse (Arrás, 18 de febrero de 1525 - Leiden, 4 de abril de 1609) fue un médico, micólogo y botánico flamenco, quizá el científico y horticultor más influyente del siglo XVI.

## Biografía
Fue el creador de uno de los primeros jardines botánicos de Europa en Leiden y es considerado como uno de los fundadores de la horticultura. También fue uno de los primeros en realizar descripciones realmente científicas de plantas.[cita requerida]
Realizó sus estudios en Gante hasta que partió a la universidad de derecho de Lovaina. En 1548 parte a Marburgo y en 1549 a Wittenburg a seguir las enseñanzas de Melanchthon. Siguiendo los consejos de este, abandona el derecho para estudiar Medicina y Botánica. En 1551 va a Montpellier para estudiar botánica bajo la dirección de Guillaume Rondelet. Allí se convirtió en su secretario y vivió tres años en su casa.
En 1557, tradujo al francés el herbario de Rembert Dodoens: Histoire des plantes.
Tras terminar sus estudios, ocupó distintos puestos. En 1573 el emperador Maximiliano II de Habsburgo le nombró médico de la corte y responsable del jardín imperial. Gracias a esta protección, pudo viajar por toda Europa, recogiendo numerosas observaciones y coleccionando especímenes de distintas plantas, algunas de orígenes lejanos como por ejemplo el tulipán (que introdujo en Holanda) o la patata. La muerte de su protector le obligó a abandonar Viena después de haber pasado allí 14 años.
En 1576, publicó una flora de España (Rariorum aliquot stirpium per Hispanias observatarum historia) seguida en 1583 de la descripción de las plantas de Austria y de las regiones vecinas (Rariorum aliquot stirpium, per Pannoniam, Austriam, & vicinas quasdam provincias observatarum historia).
En 1587, fundó un jardín botánico (hortus botanicus), distinto del "jardín medicinal" (hortus medicus), en la universidad de Leiden. Allí cultivó plantas raras provenientes del sur de Europa, España, Portugal y de Hungría. En esta misma universidad obtuvo el puesto de profesor de botánica en 1593 que ocupará hasta su muerte.

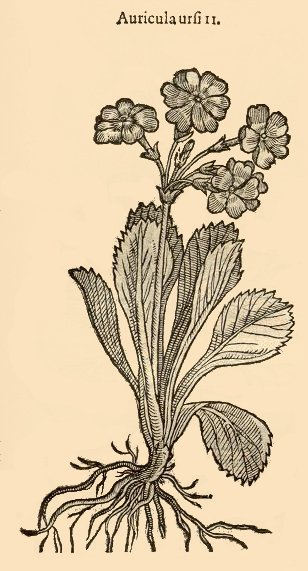
Ilustración de Rariorum Plantarum Historia (1601).

En 1601 publicó un importante tratado de botánica,  Rariorum plantarum historia, ilustrado por más de mil grabados y donde trató de agrupar las especies por su afinidad. Sus observaciones son notablemente precisas. Clusius fue sin duda el primer botánico en hacer descripciones científicas. También fue el primero en describir numerosas especies como el jazmín, el castaño o las aralias. También se interesó por el champiñón.
En 1605 publicó Exoticorum libri decem donde intentó describir todas las especies exóticas, animales o vegetales, que pudo obtener. Viviendo en Leiden, pudo obtener los especímenes de los barcos que llegaban a Holanda. Su libro describe numerosas especies nuevas como: el casuario (género Casuarius), el pingüino de Magallanes (Spheniscus magellanicus), el quinaquina (Deroptyus accipitrinus), el tricogloso garrulo (Lorius garrulus), el ibis rojo (Eudocimus ruber) y otros muchos. Describió también el alca gigante (Pinguinus impennis) a partir de un espécimen que recibió en 1604 junto con otras especies de Henrik Højer, que exploró las Islas Feroe. Ambas obras aún hoy se consultan frecuentemente. Su obra de 1576 sobre la flora española, es uno de los primeros libros conocidos de la Flora española. También contribuyó al mapa sobre España de Abraham Ortelius. Charles de L'Ecluse tradujo también varias obras contemporáneas de Ciencias Naturales.

## Otras obras
- 1557. Rariorum aliquot stirpium per Hispanias observatarum historia Clus. Amberes. 1557
- 1561. Antidotarium sive de exacta componendorum miscendorumque medicamentorum ratione ll. III … nunc ex Ital. sermone Latini facti (Antwerpen. Ex officina Plantiniana)
- 1570. Galliae Narbonensis ora marittima (Antwerpen. Abraham Ortelius)
- 1571. Hispania nova descriptio (Antwerpen. Abraham Ortelius).
- 1582. Aliquot notae in Garciae Aromatum historiam] (Antwerpen. Ex officina Plantiniana)
- 1583. Rariorum aliquot stirpium, per Pannoniam, Austriam, & vicinas quasdam provincias observatarum historia, IV libris expressa (Antwerpen. Ex officina Plantiniana)
- 1583. Stirpium nomenclator Pannonicus (Nemetvyawarini: Joannes Manlius)
- 1601. Rariorum plantarum historia / Fungorum in Pannoniis observatorum brevis historia. Exoticorum libri decem: quibus animalium, plantarum, aromatum, aliorumque peregrinorum fructuum historiæ discribuntur (Antwerpen. Ex officina Plantiniana apud Ioannem Moretum) Clus. Amberes
- 1605. Exoticorum libri decem: quibus animalium, plantarum, aromatum, aliorumque peregrin. fructuum historiae describuntur / item Pt. Bellonii Observationes, eodem C.C. intérprete (Leiden: Ex officina Plantiniana). Clus. Amberes
- 1611. Curae posteriores, seu plurimarum non antè cognitarum, aut descriptarum stirpium, peregrinorumque aliquot animalium novae descriptiones: quibus & omnia ipsius opera, aliáque ab eo versa augentur, aut illustrantur: accessit seorsim Everardi Vorstii. .. de eiusdem Caroli Clusii Vita & obitu oratio, aliorumque Epicedia]] (Leiden & Antwerpen). Ex officina Plantiniana
- 1619. Summi Galliae Belgicae corographica descriptio posthuma, ed. Joachim Morsius (Leiden: Jac. Marcus)
- 1630. Appendix cultori plantarum exoticarum necessaria. in Herbarium Horstianum (Marburg)

## Honores

### Epónimos
El botánico Charles Plumier (1646-1704) le dedicó el género Clusia (L.) Plum. de la familia Clusiaceae.
Especies
- (Amaryllidaceae) Amaryllis clusiana Ker Gawl. ex Schult. 1817
- (Amaryllidaceae) Galanthus clusii Fisch. ex Steud. 1840
- (Gentianaceae) Gentiana clusii E.P.Perrier & Songeon 1843
- (Primulaceae) Primula clusiana Wiest ex Nyman 1881
- (Rosaceae) Potentilla clusiana Jacq. 1774
- (Rosaceae) Rubus clusii Borbás 1885
- (Paeoniaceae) Paeonia clusii Stern & Stearn 1940
- (Asteraceae) Achillea clusiana Tausch 1821
- (Asteraceae) Doronicum clusii (All.) Tausch 1980
- (Liliaceae) Tulipa clusiana Sheph. ex Schult.f. 1830
- (Primulaceae) Auricula-ursi clusiana (Tausch) Soják 1840
- (Rosaceae) Potentilla clusiana Geners. 1822
- (Tiliaceae) Tilia clusiana J.Wagner 1926
- La abreviatura «Clus.» se emplea para indicar a Carolus Clusius como autoridad en la descripción y clasificación científica de los vegetales.[1]

Astronomía
- El asteroide (9364) Clusius fue nombrado así en su honor.[2]